# Bärbel Wöckel
Bärbel Wöckel, de soltera Bärbel Eckert - (21 de marzo de 1955 en Leipzig, Alemania Oriental) Atleta alemana especialista en pruebas de velocidad y ganadora de cuatro medallas de oro olímpicas en Montreal 1976 y Moscú 1980
Su irrupción internacional se produjo en 1974, aun con su apellido de soltera, cuando fue parte del equipo de Alemania Oriental que el 24 de agosto igualó en Berlín el récord mundial de los relevos 4 x 100 metros con 42,6. El cuarteto lo integraban por este orden Doris Maletzki, Renate Stecher, Christina Heinich y la propia Bärbel Eckert. Pocos días más tarde, el 8 de septiembre, durante los Campeonatos de Europa de Roma, las mismas integrantes ganaron el oro y batieron el récord mundial con 42,51.
Su consagración llegó en los Juegos Olímpicos de Montreal 1976, donde ganó el oro en los 200 m con 22,37 (récord olímpico), por delante de la alemana occidental Annegret Richter (plata con 22,39) y de la alemana oriental Renate Stecher (bronce con 22,47) Además ganó el oro en los relevos 4 x 100 m junto a Marlies Oelsner, Renate Stecher y Carla Bodendorf.
En los Juegos Olímpicos de Moscú 1980 se convirtió en la primera mujer en la historia que revalidaba el título olímpico de los 200 m, ganando con 22,03 (récord olímpico) La plata fue para la soviética Natalya Bochina (22,19) y el bronce para la jamaicana Merlene Ottey (22,20) Además, y al igual que cuatro años antes, ganó otro oro en los relevos 4 x 100 m, donde el equipo que formaban por este orden Romy Müller, Bärbel Wöckel, Ingrid Auerswald y Marlies Göhr, estableció un nuevo récord mundial con 41,60.
Su última gran competición fueron los Campeonatos de Europa de Atenas 1982, donde ganó en los 200 m por delante de la británica Kathy Cook y de la alemana oriental Sabine Rieger. Además fue plata en los 100 m por detrás de su compatriota Marlies Göhr y obtuvo otro oro en los relevos 4 x 100 m.
En 1984 era una de las grandes favoritas para lograr en los Juegos de Los Ángeles su tercer título olímpico en los 200 m, pero el boicot de su país a esta cita le impidió participar. Precisamente ese mismo año realizó durante los campeonatos de su país celebrados en Potsdam la mejor marca de su vida en esta prueba con 21,85 Poco después se retiró del atletismo, a los 29 años.
Bärbel Wöckel fue una de las mejores velocistas mundiales en la segunda mitad de los años 1970 y principios de los años 1980, especialmente en la prueba de 200 metros. Sin embargo nunca llegó a batir ningún récord del mundo individual.
Su nombre salió a la luz a principios de los años 1990 como una de las atletas de Alemania Oriental supuestamente sometidas a prácticas de dopaje.
Actualmente trabaja para la Federación Alemana de Atletismo.

## Resultados
| Año  | Competición          | Lugar      | Puesto                                         | Marca               |
| ---- | -------------------- | ---------- | ---------------------------------------------- | ------------------- |
| 1974 | Campeonato de Europa | Roma       | 7.ª en 100 m 1.ª en 4 × 100 m                  | 11,46 42,51         |
| 1976 | Juegos Olímpicos     | Montreal   | 1.ª en 200 m 1.ª en 4 × 100 m                  | 22,37 42,55         |
| 1977 | Copa del Mundo       | Düsseldorf | 2.ª en 200 m                                   | 23,02               |
| 1980 | Juegos Olímpicos     | Moscú      | 1.ª en 200 m 1.ª en 4 × 100 m                  | 22,03 41,60         |
| 1981 | Copa del Mundo       | Roma       | 3.ª en 200 m 1.ª en 4 × 100 m 1.ª en 4 × 400 m | 22,41 42,22 3:20,62 |
| 1982 | Campeonato de Europa | Atenas     | 2.ª en 100 m 1.ª en 200 m 1.ª en 4 × 100 m     | 11,20 22,04 42,19   |

## Marcas personales
- 100 metros - 10,95 (Dresde, 1 de julio de 1982)
- 200 metros - 21,85 (Potsdam, 21 de julio de 1984)
- 400 metros - 49,56 (Erfurt, 30 de mayo de 1982)